# Богданові Колодезі
Богданові Колодезі (рос. Богдановы Колодези) — село в Сухиницькому районі Калузької області Російської Федерації.
Населення становить 127 осіб. Входить до складу муніципального утворення Село Богданові Колодезі.

## Історія
Від 2004 року входить до складу муніципального утворення Село Богданові Колодезі

## Населення
| 2002 | 2010 |
| ---- | ---- |
| 169  | ↘127 |